# Platyplectrum ornatum
Platyplectrum ornatum es una especie  de anfibios de la familia Limnodynastidae. Se encuentra Australia.